# Dream Dancing Medley
Dream Dancing Medley è un album di Ray Anthony, pubblicato dalla Capitol Records nel 1961.

## Tracce
Lato A
1. As Time Goes By (Herman Hupfeld) – Registrato il 3 maggio 1961 al Capitol Tower Studios di Hollywood, California
2. Soon (George Gershwin, Ira Gershwin) – Registrato il 3 maggio 1961 al Capitol Tower Studios di Hollywood, California
3. Where Am I? (Harry Warren, Al Dubin) – Registrato il 3 maggio 1961 al Capitol Tower Studios di Hollywood, California
4. I'll String Along with You (Harry Warren, Al Dubin) – Registrato il 3 maggio 1961 al Capitol Tower Studios di Hollywood, California
5. Of Thee I Sing (George Gershwin, Ira Gershwin) – Registrato il 3 maggio 1961 al Capitol Tower Studios di Hollywood, California
6. It Had to Be You (Isham Jones, Gus Kahn) – Registrato il 3 maggio 1961 al Capitol Tower Studios di Hollywood, California
7. Auf Wiedersehen, My Dear (Al Hoffman, Ed Nelson, Al Goodhart, Milton Ager) – Registrato il 3 maggio 1961 al Capitol Tower Studios di Hollywood, California
8. Can't We Be Friends? (Kay Swift, Paul James (James Warburg)) – Registrato il 3 maggio 1961 al Capitol Tower Studios di Hollywood, California
9. Heaven Can Wait  (Eddie DeLange, Jimmy Van Heusen) – Registrato il 3 maggio 1961 al Capitol Tower Studios di Hollywood, California
10. Too Marvelous for Words (Richard Whiting, Johnny Mercer) – Registrato il 3 maggio 1961 al Capitol Tower Studios di Hollywood, California
11. When Your Lover Has Gone (Einar Aaron Swan) – Registrato il 3 maggio 1961 al Capitol Tower Studios di Hollywood, California
12. The Love Nest (Louis Achille Hirsch, Otto Harbach) – Registrato il 3 maggio 1961 al Capitol Tower Studios di Hollywood, California
13. Dancing on the Ceiling (Richard Rodgers, Lorenz Hart) – Registrato il 3 maggio 1961 al Capitol Tower Studios di Hollywood, California
14. Sweet Madness (Victor Young, Ned Washington) – Registrato il 3 maggio 1961 al Capitol Tower Studios di Hollywood, California
15. 'S Wonderful (George Gershwin, Ira Gershwin) – Registrato il 3 maggio 1961 al Capitol Tower Studios di Hollywood, California

Tempo totale lato A: 22:22
Lato B
1. With a Song in My Heart (Richard Rodgers, Lorenz Hart) – Registrato il 4 maggio 1961 al Capitol Tower Studios di Hollywood, California
2. The Very Thought of You (Ray Noble) – Registrato il 4 maggio 1961 al Capitol Tower Studios di Hollywood, California
3. The Boulevard of Broken Dreams (Harry Warren, Al Dubin) – Registrato il 4 maggio 1961 al Capitol Tower Studios di Hollywood, California
4. Autumn in New York (Vernon Duke) – Registrato il 4 maggio 1961 al Capitol Tower Studios di Hollywood, California
5. The Man I Love  (George Gershwin, Ira Gershwin) – Registrato il 4 maggio 1961 al Capitol Tower Studios di Hollywood, California
6. 'Tis Autumn (Henry Nemo) – Registrato il 4 maggio 1961 al Capitol Tower Studios di Hollywood, California
7. Please Be Kind (Sammy Cahn, Saul Chaplin) – Registrato il 4 maggio 1961 al Capitol Tower Studios di Hollywood, California
8. Ev'ry Day (Sammy Fain, Irving Kahal) – Registrato il 4 maggio 1961 al Capitol Tower Studios di Hollywood, California
9. If There Is Someone Lovelier Than You (Arthur Schwartz, Howard Dietz) – Registrato il 4 maggio 1961 al Capitol Tower Studios di Hollywood, California
10. September in the Rain (Harry Warren, Al Dubin) – Registrato il 4 maggio 1961 al Capitol Tower Studios di Hollywood, California
11. My Heart Stood Still (Richard Rodgers, Lorenz Hart) – Registrato il 4 maggio 1961 al Capitol Tower Studios di Hollywood, California
12. Dancing in the Dark (Arthur Schwartz, Howard Dietz) – Registrato il 4 maggio 1961 al Capitol Tower Studios di Hollywood, California
13. Something to Remember You By (Arthur Schwartz, Howard Dietz) – Registrato il 4 maggio 1961 al Capitol Tower Studios di Hollywood, California
14. Oh! You Crazy Moon (James Van Heusen, Johnny Burke) – Registrato il 4 maggio 1961 al Capitol Tower Studios di Hollywood, California
15. Mine (George Gershwin, Ira Gershwin) – Registrato il 4 maggio 1961 al Capitol Tower Studios di Hollywood, California

Tempo totale lato B: 23:26

## Musicisti
- Ray Anthony - tromba
- Altri musicisti sconosciuti